# Galmgat

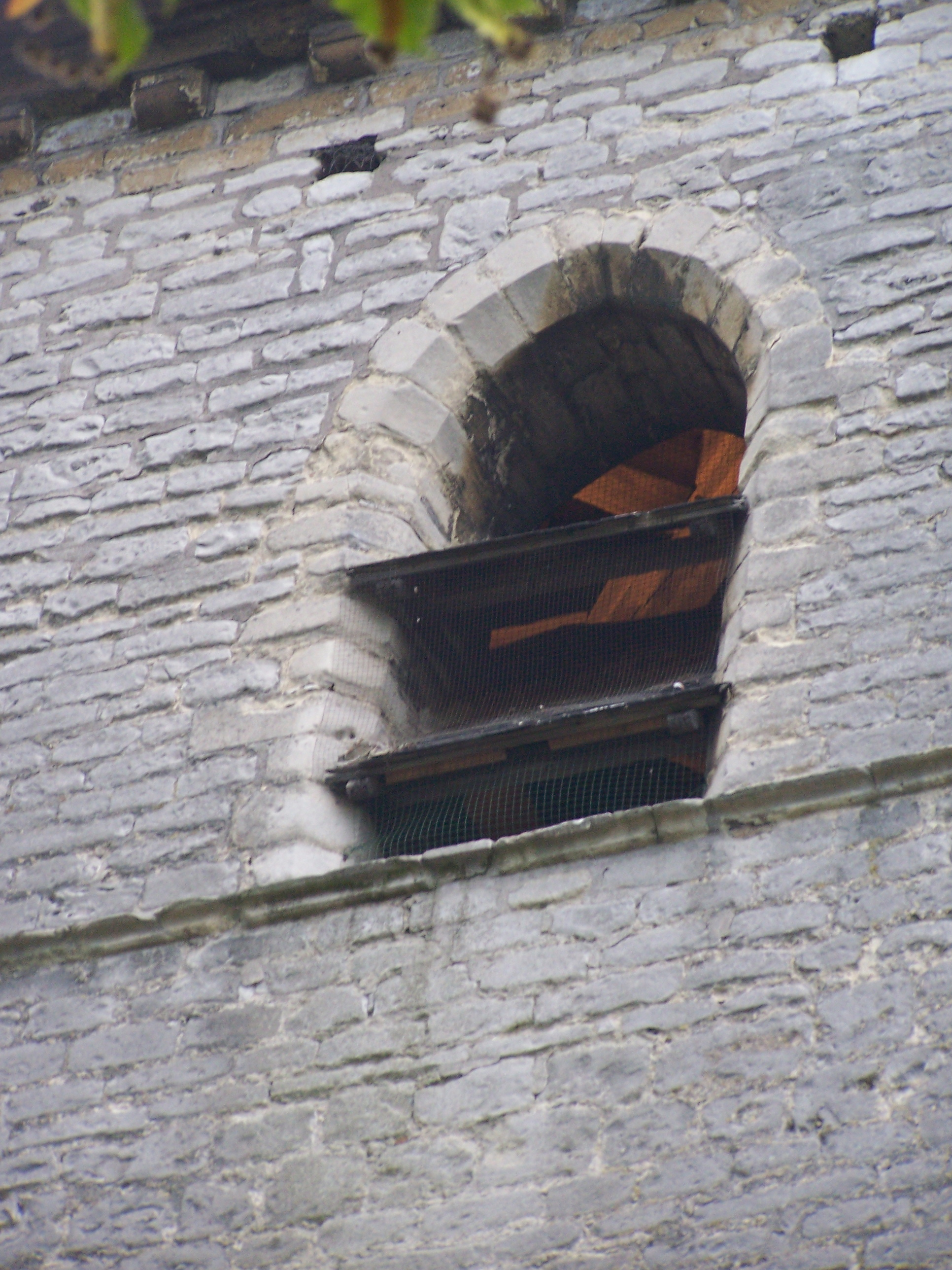
Galmgat van de Kapel Onze-Lieve-Vrouw-ten-Hemel-Opgenomen te Millegem (B), met galmbord, van buiten.

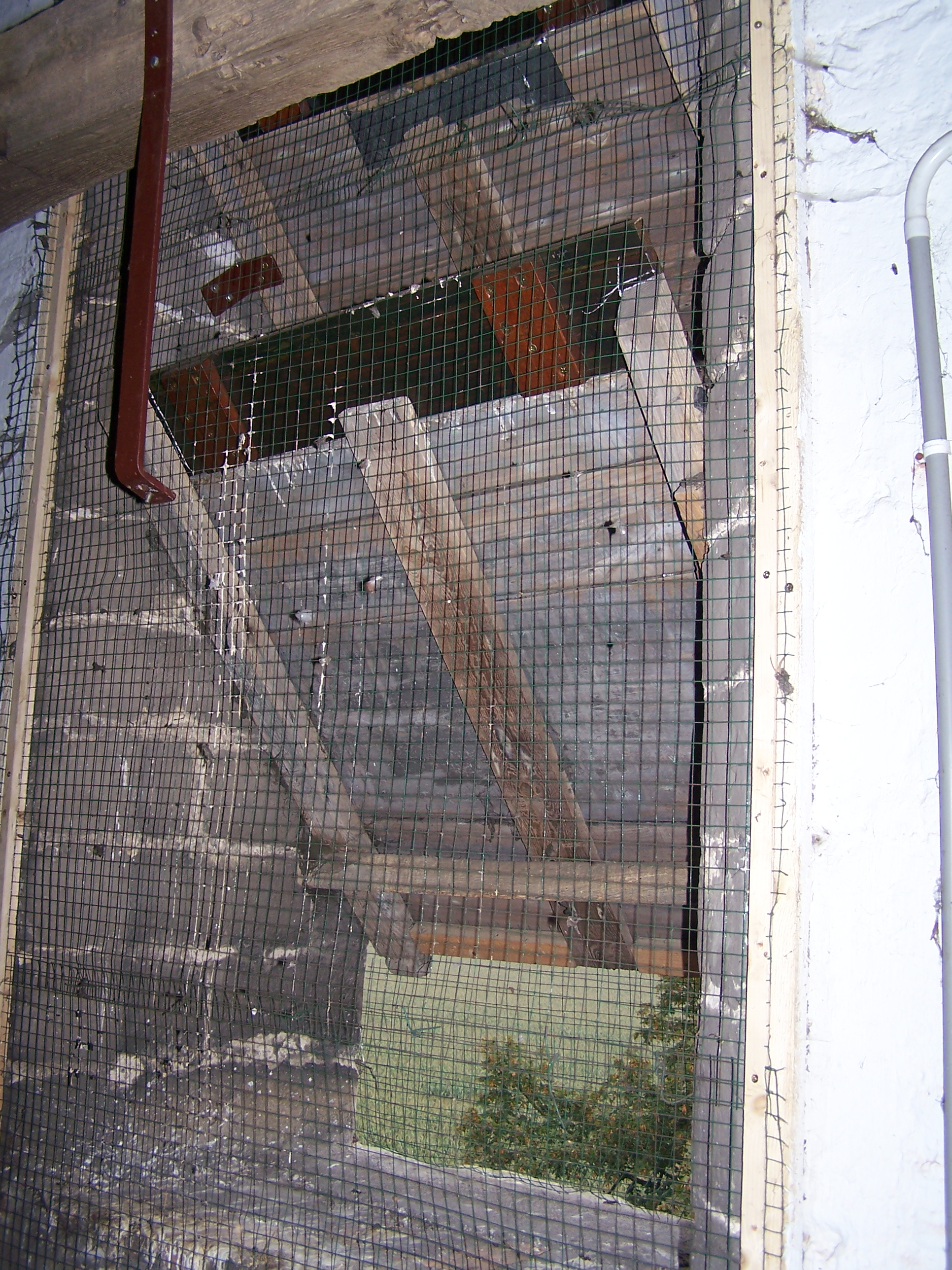
Dezelfde kerk, van binnen. Het galmgat is bespannen met gaas.

Een galmgat is een opening in een muur ter hoogte van de luidklokken, zodat het geluid van de klokken naar buiten kan. Klokken, en dus ook galmgaten, komen vooral voor in torens.
Vaak zitten er houten of metalen galmborden in het galmgat, horizontaal of hellend naar buiten. Deze houden neerslag buiten en richten het geluid wat meer naar beneden. Galmgaten zijn gewoonlijk hoger dan breed, vaak vrij smal. De klokken kunnen centraal tussen de galmgaten hangen, maar vooral bij kleine torens ook wel in het gat zelf. In dat geval is aan de vorm van het galmgat soms te zien op welke manier de klok geluid wordt. Bij de Spaanse manier van luiden, die ook in voormalige Spaanse koloniën wordt gebruikt, gaat de klok bij het luiden over de kop. Bij de Filipijnse klok op een van de foto's leidt dit tot een karakteristiek 8-vormig galmgat.

## Vormgeving
Bouwmeesters gebruiken het uiterlijk van het galmgat vaak in de vormgeving van de toren. De galmgaten kunnen gelijkvormig zijn met de vensters of ermee uitgelijnd zijn. Ook kunnen galmgaten en vensters uitgevoerd zijn als bifora of trifora, of anderszins naar elkaar verwijzen. Verder kan een toren als versiering schijnbare galmgaten hebben.

## Dieren
Galmgaten zijn geschikte openingen voor vliegende dieren, zoals vleermuizen, uilen en duiven, om de toren binnen te vliegen en eventueel te nestelen. Vooral vanwege de uitwerpselen wordt dit niet altijd gewaardeerd en worden de gaten soms afgedicht, bijvoorbeeld met gaas. In het geval van vleermuizen moet hier niet om gevreesd worden gezien hun droge uitwerpselen en omdat zij geen nestmateriaal aanvoeren. Voor vleermuizen is het belangrijk om geen zeshoekig gaas gebruiken omdat zij hier makkelijk in verstrikken met de dood tot gevolg.

## Houten muziekinstrumenten
Het klankgat in sommige houten muziekinstrumenten wordt ook een galmgat genoemd.

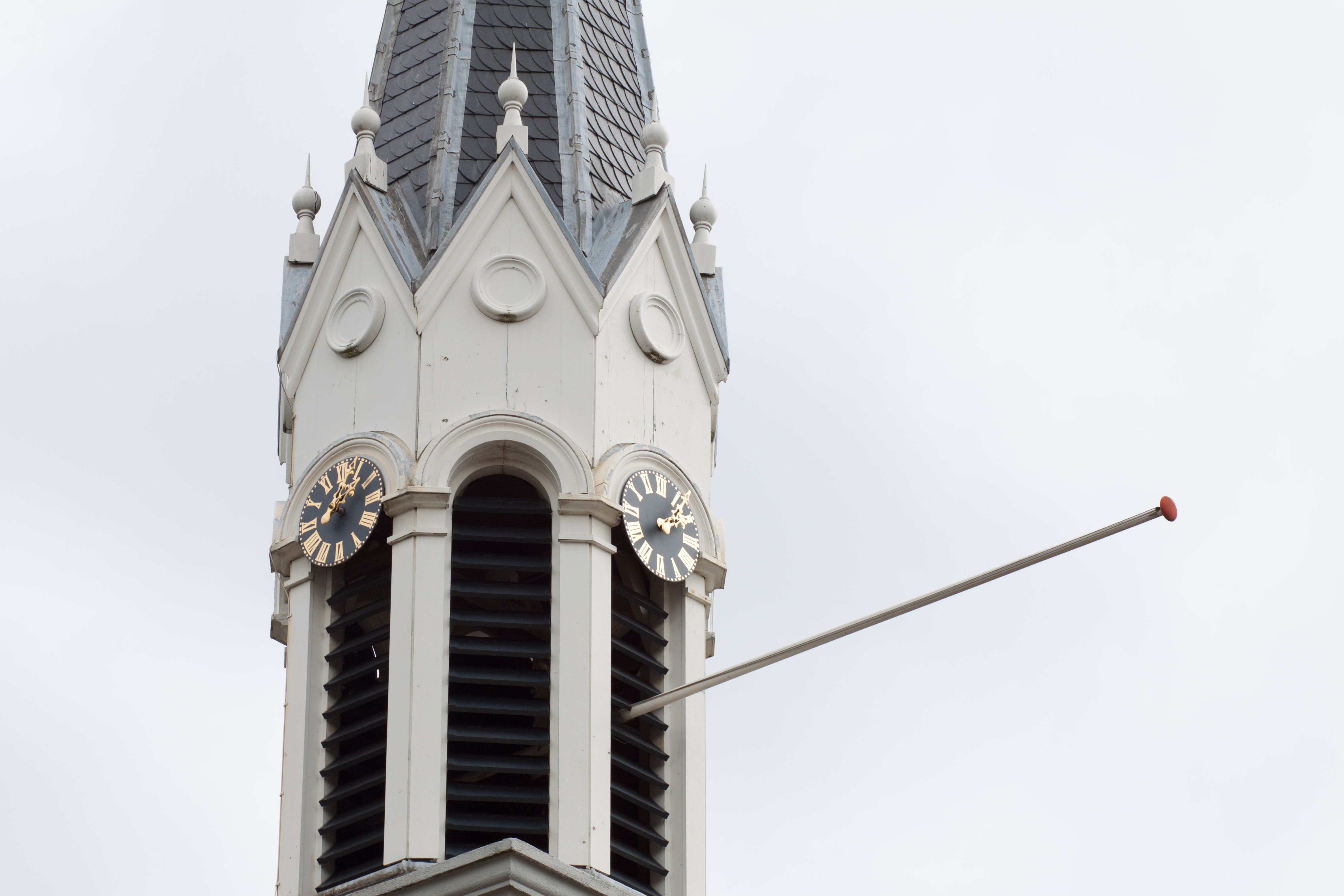
Sloterkerk in Sloten. Een van de galmborden heeft een uitsparing voor de vlaggenstok.
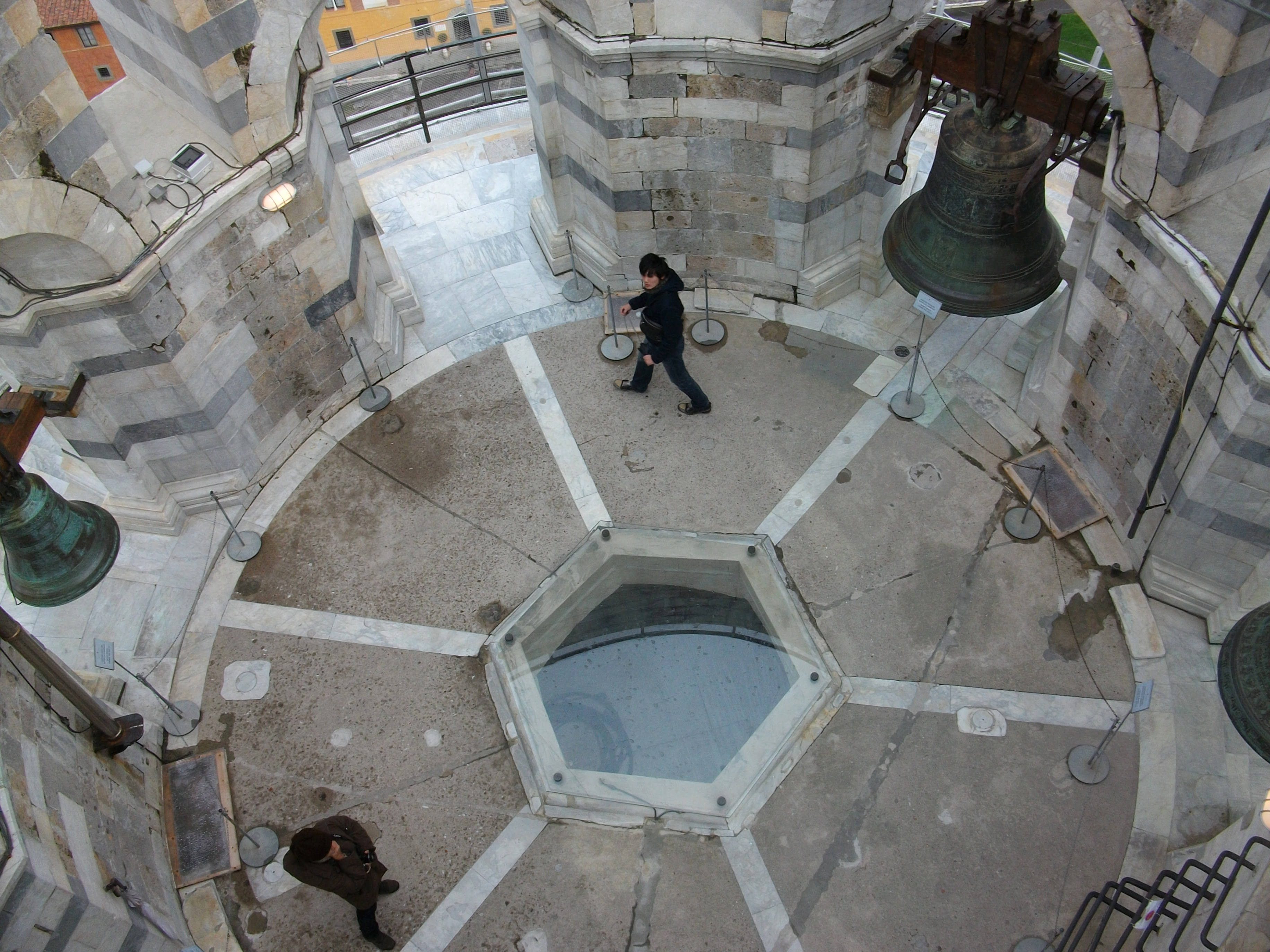
Galmgaten met klokken in de Toren van Pisa.
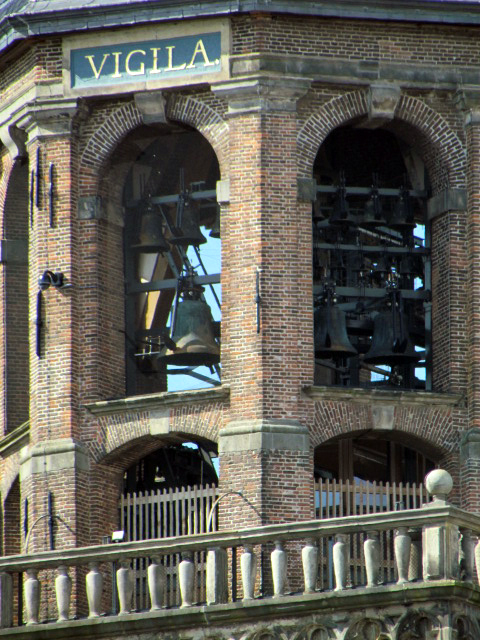
De lantaarn van de Grote of Lebuïnuskerk te Deventer, Nederland, met de oudst bestaande Hemony-beiaard.
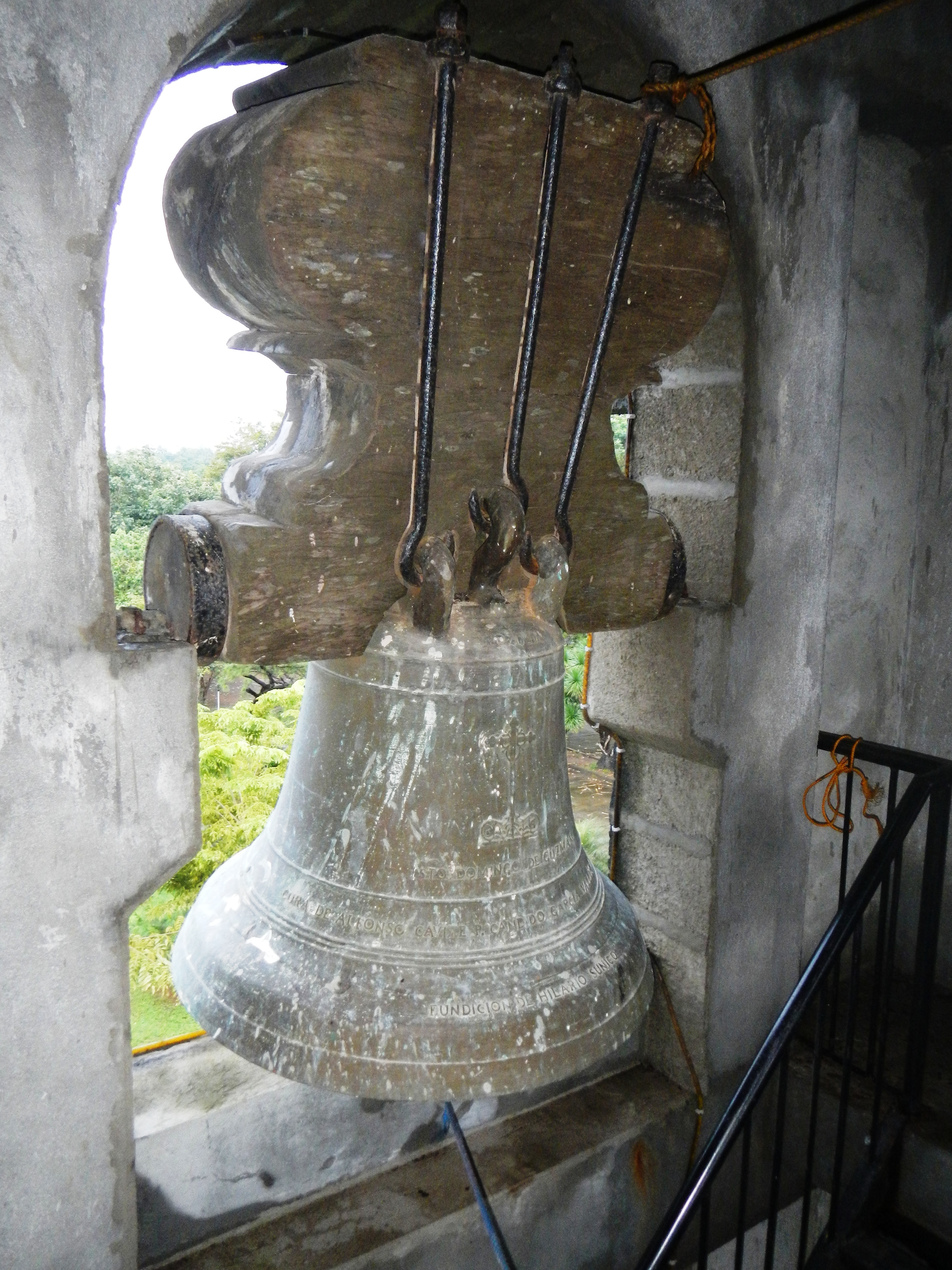
"Spaans galmgat" in de Filipijnen. Hierin kan de klok over de kop. Kerk van Johannes Nepomuk te Alfonso. Het contragewicht bovenop maakt het luiden makkelijker en vermindert de dwarskrachten in de ophanging.
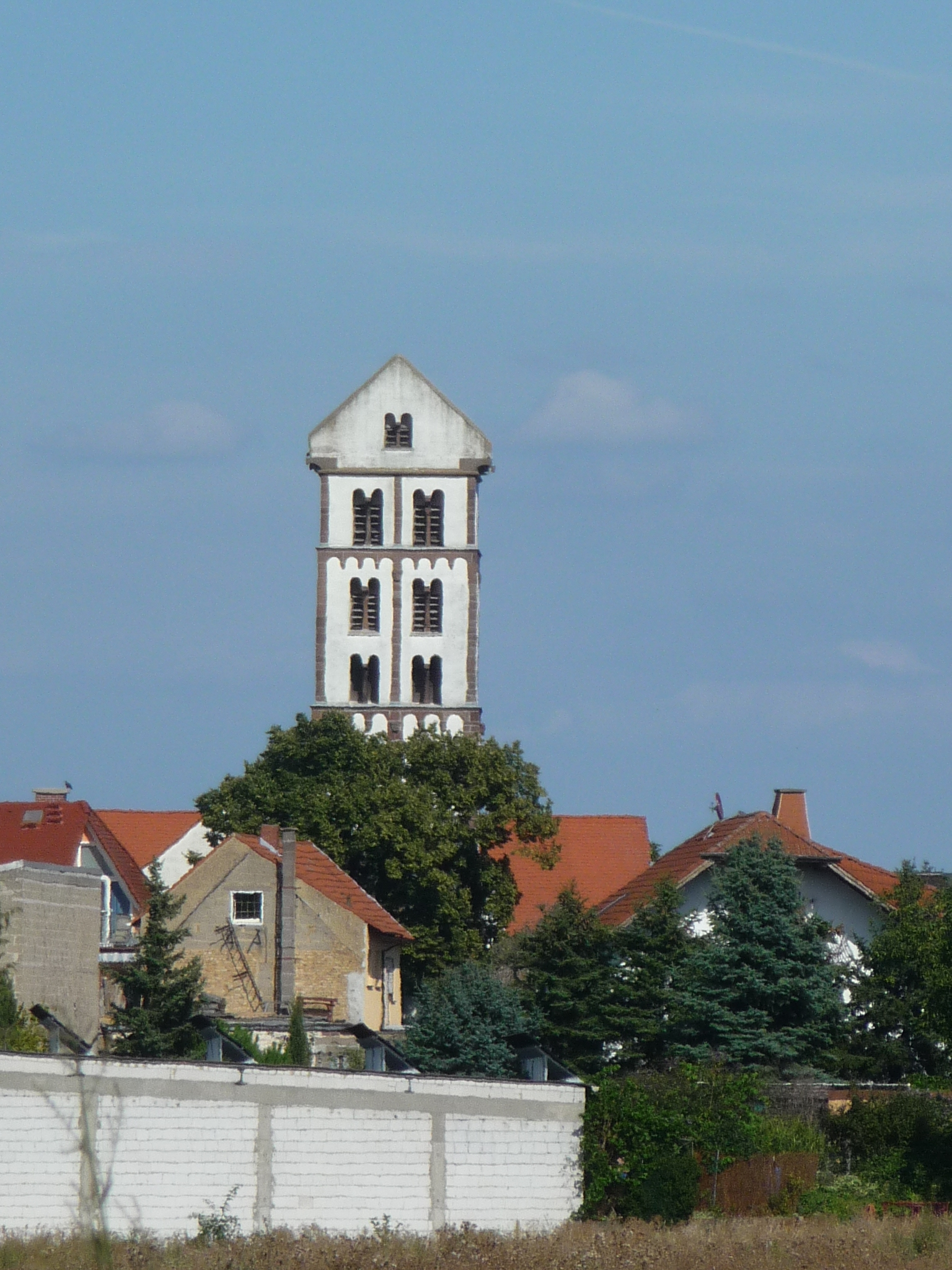
De top, twee klokkenzolders en twee lagere verdiepingen hebben vrijwel gelijkvormige galmgaten (bifora), in de romaanse, protestantse kerk van Colgenstein, in de Duitse gemeente Obrigheim.